# Topographische Übersichtskarte des Deutschen Reichs 1 : 200.000

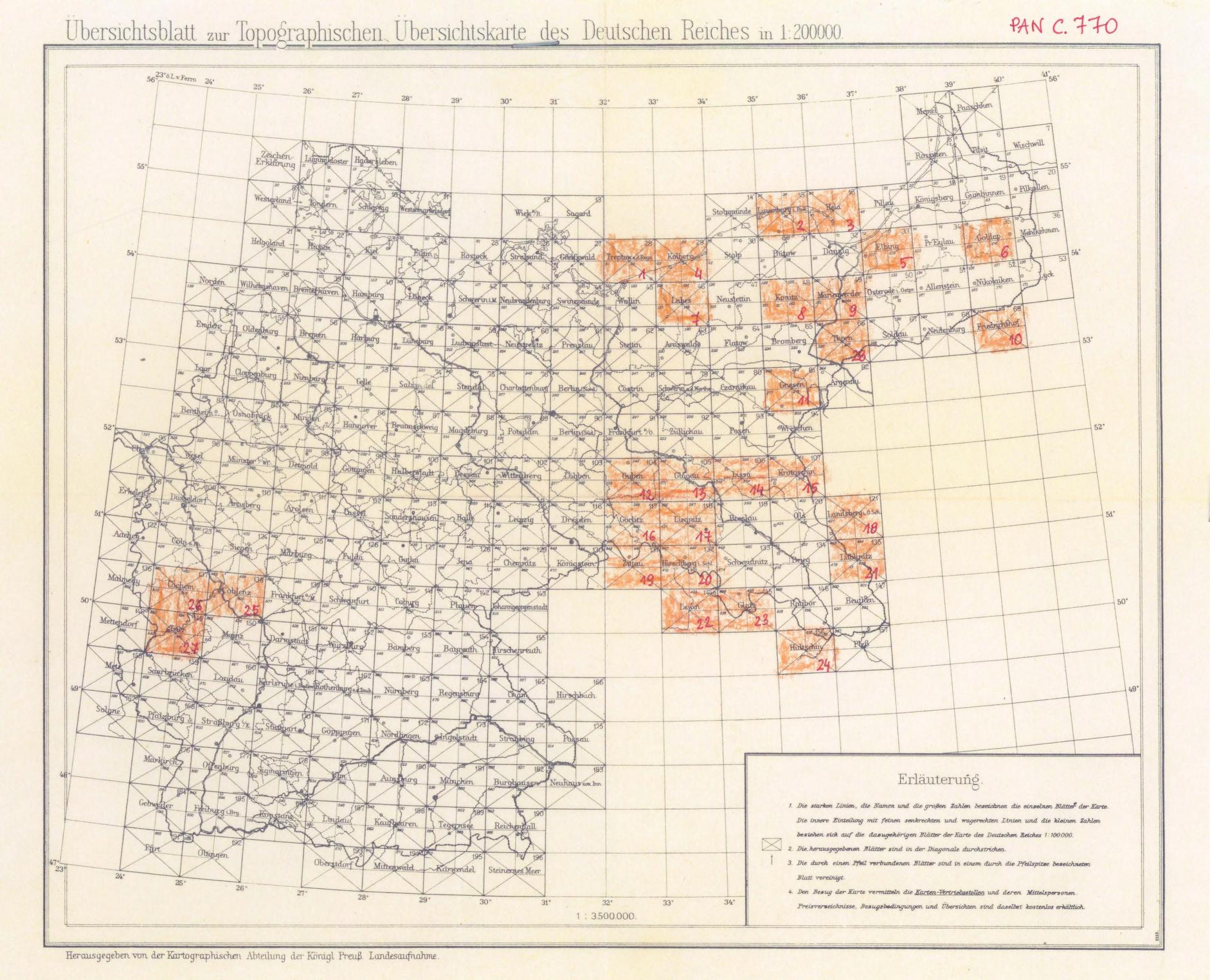

Die Topographische Übersichtskarte des Deutschen Reichs 1 : 200.000, kurz TÜDR 200, war ein amtliches Kartenwerk, das auf Vorschlag des Kriegsrats Johann August Kaupert ab 1888 vorbereitet wurde und ab 1899 erschien. Sie diente als Nachfolger des Kartenwerks von Daniel Gottlob Reymann.
Die topographischen Karten decken den Bereich des Deutschen Reichs ab; sie zählen 469 Blätter. Nach Ende des Ersten Weltkriegs lagen 180 Blätter fertig vor. 
Auf der Übersichtskarte basiert die Geographische Landesaufnahme 1 : 200.000 – Naturräumliche Gliederung Deutschlands. 